# Váradi János (gépészmérnök)
Váradi János (Budapest, 1920–2005) Jedlik Ányos-díjas magyar gépészmérnök, egyetemi tanár.

## Élete
Értelmiségi családban született. Gépészmérnöki oklevelét a Budapesti Műszaki Egyetem jogelődjén szerezte meg. 1951-ig különféle beosztásokban az iparban dolgozott, abban az évben kezdett oktatással is foglalkozni. Egyetemi oktatóként négy évtizeden át tanította hallgatók generációit a mezőgazdasági gépekkel és a gépjárművekkel kapcsolatos műszaki ismeretekre.
Csaknem 35 évig vezette a Gödöllői Agrártudományi Egyetemen – a mai Magyar Agrár- és Élettudományi Egyetem jogelődjén – a jármű- és hőtechnika tanszék elődjét, amelyet maga alapított, akkor még Traktorok és Automobilok Tanszéke néven; emellett 11 éven keresztül volt a Mezőgazdasági Gépészmérnöki Kar dékánja. Oktatói tevékenysége mellett egy időben a Ganz–MÁVAG vezérigazgató-helyettesi feladatait is ellátta. Alapító tagja volt a Gépipari Tudományos Egyesületnek, a Magyar Agrártudományi Egyesület Gépesítési Társasága pedig tiszteletbeli elnökévé választotta.
Tudományos munkásságának főbb területei a motorok hőterhelése, a traktorszerkesztés agrotechnikai alapjai, gépjármű-erőátvitel, gépjármű-rugózás, de sokat foglalkozott az ergonómiával és a technikatörténettel is. Tankönyvíróként alapvető, a diákok által évtizedeken át forgatott egyetemi tankönyvek és jegyzetek fűződnek a nevéhez, nagy számú szakcikke pedig a kutatási eredményeit tükrözik. Innovációs törekvéseiről komoly szabadalmak, új szabadalmi és használati mintaoltalmi bejelentések tanúskodnak.

## Elismerései
- Jedlik Ányos-díj (2002)